# Осада Кордовы (1236)
Осада Кордовы в декабре 1235 — июне 1236 года была успешной военной кампанией Фердинанда III, короля Кастилии и Леона, положившей конец исламскому правлению над городом, начавшемуся в 711 году.

## История
Захватив город, Фердинанд III, безусловно, выиграл от соперничества между двумя основными конкурирующими правителями таифы после ликвидации власти Альмохадов, которое само по себе было вызвано битвой при Лас-Навас-де-Толоса. Однако осада началась при необычных обстоятельствах, без особой подготовки.
Получив информацию о том, что часть жителей восточного квартала Кордовы, называемого Аксеркией, недовольна своими правителями, горстка альмогаваров во главе с рыцарями, действовавшими по собственной инициативе, дождливой зимней ночью 1235—1236 годов взобралась на башню и в конце концов захватили контроль над районом. Альмогавары, некоторые из которых говорили по-арабски, скорее всего, использовались в качестве кастильских пограничников в районе Андухар, потому что именно здесь они собирались перед началом своей дерзкой операции . Весь эпизод подвергался различным интерпретациям. Estoria de España подчеркнула героический поступок ведущих рыцарей, в то время как более поздний испанский историк Хулио Гонсалес подчеркнул, что помощь изнутри городских стен, должно быть, была важным фактором в успехе этого захвата, поскольку он встретил небольшое сопротивление в Аксеркии . После того, как город пал перед Фердинандом, башня и близлежащие ворота в Аксеркии были названы в честь Альваро Колодро, рыцаря, который, согласно хроникам, возглавил восстание. Точная дата этого переворота также немного неясна; скорее всего, это произошло в последнюю неделю 1235 года.
Солдаты-христиане, безусловно, убили несколько мусульманских жителей Аксеркии, а некоторые выжившие укрылись в более богатом квартале Аль-Медина, социально-политическом центре города. Поскольку внутренняя стена разделяла два квартала, последовало кровавое противостояние, в котором обе стороны понесли значительные потери, но ни одна из них не смогла добиться значительного прогресса. Однако христиане немедленно отправили сообщение соседним пограничным войскам, в первую очередь Альваро Пересу де Кастро, который подкрепил их, и они также попросили короля Фердинанда о помощи.
Что более достоверно, так это то, что это событие застало Фердинанда врасплох, поскольку он заключил перемирие с Ибн Худом. Отбросив осторожности в сторону, Фердинанд двинулся с небольшой группой рыцарей, не более 100, хотя в какой-то момент их могло быть всего 30. Он прибыл в Кордову 7 февраля 1236 года, пройдя через ливни и затопленную страну.
Эмир Андалусии Ибн Худ, предупреждённый жителями Кордовы, покинул Мурсию с большой армией и расположился лагерем в Эсихе. Король Кастилии Фердинанд расположился на левом берегу реки, чтобы перекрыть римский мост, защищённый замком Калаорра. Это было рискованное положение, но этот мост соединял Кордову с Эсихой, Севильей и всей южной частью Аль-Андалуса, так что это была единственная возможность для жителей Кордовы, и они пошли на риск. Тем временем другие христиане сохраняли свои позиции на другом берегу реки, в Аксеркии.
В рядах армии Ибн Худа находился Лоренцо Суарес со своим отрядом из 200 человек. Лоренцо Суарес был изгнан из Кастилии за «malferías que ficiere», и он предложил Ибн Худу отправиться в христианский лагерь в качестве шпиона, чтобы сообщить ему о том, что делают войска Фернандо, однако на самом деле он хотел заключить мир с Фердиндом III. Когда Лоренцо Суарес встретил Фердинандом III, он предложил следующее: он должен разжечь костры в разных местах ночью, чтобы создать впечатление, что у него много войск, пока он снова пойдёт поговорить с Ибн Худом, чтобы убедить его в силе христианской армии.
Ибн Худ, которому также не требовалось много аргументов, чтобы не сражаться против Фердинандом III, принял решение отступить. В это время король Арагона Хайме I угрожал Валенсии, и Ибн Худ планировал выступить в Альмерию, чтобы взять несколько кораблей и отправиться защищать этот город, бросив Кордову как потерянную. Город, покинутый своим эмиром, предложил сдаться и попросить Фердинанда отпустить их, взяв с собой вещи, однако, заметив, что христианский контингент очень мал, решили сопротивляться. Советы Леона, проведя три месяца в кампании, предлагают вернуться на свою землю, но Фердинанд упорствует. Фернандо III подписывает перемирие с правителем Хаэна Альхамаром, врагом жителей Кордовы и Ибн Худа, чтобы, не иметь врагов в тылу.

## Капитуляция
Кордова, измученная осадой, решает сдаться. В субботу, 29 июня, в праздник апостолов Петра и Павла, были вручены ключи. Хотя некоторые дворяне говорили о том, чтобы предать мечу городских мавров, король Фердинанд принял капитуляцию на тех же условиях, на которых она была согласована ранее; оставить в живых и с их движимым имуществом всех мусульман города. Все постройки остались нетронутыми после захвата. Знамя Кастилии и распятие были помещены на минарете Алькасара и мечети. Попадание Кордовы в руки христиан потрясло мусульманский мир, поскольку это была бывшая столица некогда могущественного Кордовского эмирата, а затем халифата.
В воскресенье, 30 июня, король Фердинанд III торжественно въехал в город. В вновь кордовской мечети, превращённой в церковь, епископ Осмы провёл торжественную понтификальную церемонию и пропел te deum. Позже Фердинанд III поселился в андалузском Алькасаре. Фердинанд оставил Альфонсо Тельеса де Менесеса на посту губернатора города, а Альвара Переса де Кастро на посту военного губернатора.
В 1240 году король Кастилии Фердинанд III вернулся в Кордову, раздал землю и особо наградил тех, кто помог её завоевать.